# Rubén Rabanal
Rubén Francisco Rabanal (Buenos Aires, 1935 - íd., 23 de enero de 1985) fue un político argentino, perteneciente a la Unión Cívica Radical, que fue Diputado Nacional en varias oportunidades. Su padre, Francisco Rabanal, fue intendente de Buenos Aires entre 1963 y 1966.
Rabanal fue militante del radicalismo desde su juventud, recibiéndose de abogado y Doctor en Economía Política por la Universidad de Buenos Aires[cita requerida]. Dentro de su partido ocupó diversos cargos. 
Entre 1963 y 1966, año en que se produjo un golpe de Estado militar, fue secretario de su padre quien era intendente de la Ciudad de Buenos Aires. 
En 1973, al retornar la democracia, luego del gobierno militar de la Revolución Argentina, fue elegido diputado nacional, siendo secretario del bloque de la UCR en la cámara baja. En 1976, tras un nuevo golpe militar, es depuesto de su cargo.
En 1983, con el retorno de la democracia, fue nuevamente electo diputado nacional, presidiendo en esta gestión la Comisión de Presupuesto. En 1984, estando ya enfermo, votó a favor del Tratado de paz y amistad entre Argentina y Chile.